# Aqours CHRONICLE 2018-2020
「Aqours CHRONICLE 2018-2020」（アクア クロニクル 2018-2020）は、Aqoursの2枚目のベストアルバム。2021年10月7日にLantisより発売された。

## 概要
2021年6月30日に発表された、「ラブライブ!サンシャイン!!」およびAqoursの6周年プロジェクト「Aqours We Are Challengers Project」の一環で発売されるアルバムである。発売日が水曜日ではなく木曜日の理由は、2015年に発売されたデビューシングルである「君のこころは輝いてるかい?」の発売日に合わせたためである。
2018年から2020年までの間に「ラブライブ!サンシャイン!!」シリーズを通して発表された楽曲および新曲1曲が収録されている。ただし、Saint Snowおよび派生ユニットの楽曲は収録されていない。
初回生産分には「ラブライブ！サンシャイン!! Aqours EXTRA LoveLive! ～DREAMY CONCERT 2021～」のチケット最速先行抽選申込券が付属する。

## チャート功績
2021年10月16日付のオリコンデイリーランキングでは、2位にランクインし、翌日の10月7日付では1位に浮上した。2021年10月18日付のオリコン週間アルバムランキングでは、3位にランクイン。2021年10月18日付のオリコン週間アニメアルバムランキングでは、1位にランクインした。

## 収録内容

### CD
全作詞：畑亜貴。記載なき楽曲は全てAqours歌唱。

#### Disc1
テーマソング、セブンネット限定CD、劇場版挿入歌シングルおよびBlu-ray特典曲が収録されている。
1. ホップ・ステップ・ワーイ!
  - 「Aqours Hop! Step! Jump! Project!」テーマソング
2. Thank you, FRIENDS!!
  - 「Aqours 4th LoveLive! ～Sailing to the Sunshine～」テーマソング
3. No.10
4. ハジマリロード
歌：津島善子（小林愛香）、国木田花丸（高槻かなこ）、黒澤ルビィ（降幡愛）
  - セブンネット限定映画前売券付CD
5. Marine Border Parasol
歌：高海千歌（伊波杏樹）、桜内梨子（逢田梨香子）、渡辺曜（斉藤朱夏）
  - セブンネット限定映画前売券付CD
6. 予測不可能Driving!
歌：松浦果南（諏訪ななか）、黒澤ダイヤ（小宮有紗）、小原鞠莉（鈴木愛奈）
  - セブンネット限定映画前売券付CD
7. 僕らの走ってきた道は…
  - 劇場版挿入歌
8. 逃走迷走メビウスループ
歌：松浦果南（諏訪ななか）、黒澤ダイヤ（小宮有紗）、小原鞠莉（鈴木愛奈）
  - 劇場版挿入歌
9. Hop? Stop? Nonstop!
  - 劇場版挿入歌
10. Brightest Melody
  - 劇場版挿入歌
11. Next SPARKLING!!
  - 劇場版挿入歌
12. Over The Next Rainbow
歌：Saint Aqours Snow[メンバー 2]
13. i-n-g, I TRY!!
  - 劇場版Blu-ray特典曲

#### Disc2
テーマソング、4thシングル、スクスタコラボシングル、デュオトリオコレクション第2弾および新曲が収録されている。
1. Jump up HIGH!!
  - 「Aqours Jumpin' up Project」テーマソング
2. 冒険Type A, B, C!!
  - リアル脱出ゲーム×ラブライブ！サンシャイン!!「学校祭ライブ中止の危機からの脱出」テーマソング
3. 未体験HORIZON
  - 4thシングル
4. Deep Resonance
5. Dance with Minotaurus
6. KOKORO Magic “A to Z”
  - スクスタコラボシングル
7. Wake up, Challenger!!
8. Fantastic Departure!
  - 「Aqours 6th LoveLive! DOME TOUR 2020」テーマソング
9. Aqours Pirates Desire
10. JIMO-AI Dash!
  - 「Aqours 5th Anniversary 地元愛! Take Me Higher Project」テーマソング
11. キモチもユメも一緒だね！
歌：国木田花丸（高槻かなこ）、黒澤ルビィ（降幡愛）
12. 涙が雪になる前に
歌：松浦果南（諏訪ななか）、小原鞠莉（鈴木愛奈）
13. Misty Frosty Love
歌：桜内梨子（逢田梨香子）、渡辺 曜（斉藤朱夏）
14. Party! Party! PaPaPaParty!
歌：高海千歌（伊波杏樹）、黒澤ダイヤ（小宮有紗）、津島善子（小林愛香）
15. 涙×
  - 作曲・編曲：山口朗彦
  - 新曲

### BD
劇場版ダンスシーン、4thシングルのアニメーションPVおよびスクスタコラボシングルのアニメーションPVが収録されている。
1. 僕らの走ってきた道は…
  - 劇場版ダンスシーン
2. 逃走迷走メビウスループ
  - 劇場版ダンスシーン
3. Hop? Stop? Nonstop!
  - 劇場版ダンスシーン
4. Brightest Melody
  - 劇場版ダンスシーン
5. Next SPARKLING!!
  - 劇場版ダンスシーン
6. 未体験HORIZON
  - 4thシングル アニメーションPV
7. KOKORO Magic “A to Z”
  - スクスタコラボシングル アニメーションPV

### ユニットメンバー
1. ↑  高海千歌（伊波杏樹）、桜内梨子（逢田梨香子）、松浦果南（諏訪ななか）、黒澤ダイヤ（小宮有紗）、渡辺曜（斉藤朱夏）、津島善子（小林愛香）、国木田花丸（高槻かなこ）、小原鞠莉（鈴木愛奈）、黒澤ルビィ（降幡愛）
2. ↑  鹿角聖良（田野アサミ）、鹿角理亞（佐藤日向）、高海千歌（伊波杏樹）、桜内梨子（逢田梨香子）、松浦果南（諏訪ななか）、黒澤ダイヤ（小宮有紗）、渡辺曜（斉藤朱夏）、津島善子（小林愛香）、国木田花丸（高槻かなこ）、小原鞠莉（鈴木愛奈）、黒澤ルビィ（降幡愛）